# Torneo de Mérida 2023
El Merida Open Akron 2023 es un torneo de tenis jugado en canchas duras al aire libre. Es la 1.ª edición del Merida Open Akron, y forma parte del circuito WTA 250 de la WTA Tour 2023. Se llevará a cabo en Mérida, México, del 20 al 26 de febrero de 2023. En reemplazo del Torneo de Guadalajara.

## Distribución de puntos
| Modalidad           | Campeona | Finalista | Semifinales | Cuartos de final | 2ª ronda | 1ª ronda | Clasificadas | 3ª ronda de clasificación | 2ª ronda de clasificación | 1ª ronda de clasificación |
| Individual femenino | 280      | 180       | 110         | 60               | 30       | 1        | 18           | 14                        | 10                        | 1                         |
| Dobles femenino     | 280      | 180       | 110         | 60               | -        | 1        | -            | -                         | -                         | -                         |

## Cabezas de serie

### Individuales femenino
| Tenista                | Ranking | Preclasificado |
| Magda Linette          | 21      | 1              |
| Sloane Stephens        | 40      | 2              |
| Lin Zhu                | 41      | 3              |
| Kateřina Siniaková     | 47      | 4              |
| Alycia Parks           | 51      | 5              |
| Mayar Sherif           | 53      | 6              |
| Elisabetta Cocciaretto | 54      | 7              |
| Alison Riske           | 58      | 8              |

- Ranking del 13 de febrero de 2023[2]

### Dobles femenino
| Tenistas                             | Ranking | Preclasificados |
| Alicia Barnett Olivia Nicholls       | 129     | 1               |
| Kaitlyn Christian Sabrina Santamaria | 134     | 2               |
| Anastasia Dețiuc Eri Hozumi          | 136     | 3               |
| Xinyun Han Lidziya Marozava          | 137     | 4               |

## Campeonas

### Individual femenino
Camila Giorgi venció a  Rebecca Peterson por 7-6(3), 1-6, 6-2

### Dobles femenino
Caty McNally /  Diane Parry vencieron a  Xinyu Wang /  Fang-Hsien Wu por 6-0, 7-5